# Censurados
Censurados es un disco de Bian Oscar Rodríguez Galá("El B") y Aldo Roberto Rodríguez Baquero("El Aldeano") quienes hicieron su primera aparición pública juntos en 5 Palmas, La Lisa, el 15 de febrero de 2003. Realizaron varias presentaciones y consiguieron lanzar su primer disco Censurados, en septiembre de 2003, esto causó una amplia extensión del movimiento de rap consciente en las amplias raíces de la cultura de hip hop cubano.

## Track List
| Track | Nombre                     | Duración |
| ----- | -------------------------- | -------- |
| 1     | Apertura                   | 00:09    |
| 2     | Abusando de tu Oreja       | 05:27    |
| 3     | A Veces sueño              | 06:03    |
| 4     | Eterno 2 pa 2              | 04:23    |
| 5     | Héroes del Hip Hop         | 06:25    |
| 6     | Censurado                  | 04:21    |
| 7     | Ya Nos Cansamos            | 05:26    |
| 8     | Equipo                     | 03:39    |
| 9     | A Donde Vamos a Parar      | 04:13    |
| 10    | Pa que se Sepa             | 05:46    |
| 11    | Protestando                | 06:15    |
| 12    | Las Mikis                  | 03:38    |
| 13    | De Nuevo Vedado Reportando | 07:41    |
| 14    | CODA                       | 00:09    |